# 谯郡
譙郡，中國東漢末設置的郡，後曾改稱北譙郡，作为封國时称为譙國。

## 沿革

### 魏晉
漢獻帝建安後期，分沛國置譙郡，屬豫州，治譙縣（今亳州市譙城區）。辖境相当今安徽、河南两省灵璧、蒙城、萧县、五河、鹿邑、永城等县市间地。
魏文帝黃初三年（222年），進封譙縣公曹林為譙王，改譙郡為譙國。黃初五年（224年），降封譙王為縣王，復為譙郡。魏明帝景初二年（238年），沛國宋縣、陳郡苦縣改属譙郡。晉武帝泰始元年（265年），封宗室司馬遜為譙王，復改為譙國。至此，譙國領七縣：譙、城父、酇、山桑、龍亢、蘄、銍。
十六國時期，譙郡（或譙國）先後為後趙（325年－350年）、冉魏（350年－351年）、東晉（351年－359年）、前燕（359年－370年）、前秦（370年－384年）所有。前秦建元六年（370年），分兗州、豫州置南兗州，譙郡改屬南兗州。建元二十年（384年），譙郡入東晉，改屬徐州，復稱譙國。
東晉後期，省併譙、城父、酇、山桑、龍亢、銍六縣（豫州譙國、歷陽郡境內則置有其同名僑縣），梁國寧陵縣、陳留國襄邑縣改屬譙國，新置蒙、魏二僑縣，移治蒙縣（今安徽省蒙城縣西北）。晉安帝隆安三年（399年），陳留郡入後秦，後遂在譙國境內僑置陳留郡。義熙七年（411年），分徐州淮北為北徐州，譙國改屬北徐州，稱北譙國。義熙十一年（415年），國除為北譙郡。晉恭帝元熙元年（419年）至二年（420年），北譙郡屬劉裕宋國二十郡之一。

### 南北朝
劉宋時，北譙郡復稱譙郡，還屬豫州，陳留郡長垣縣改屬譙郡。至此，譙郡領六縣：蒙、蘄、寧陵、魏、襄邑、長垣。宋明帝泰始二年（466年），失豫州淮西地，譙郡入北魏。
北魏改宋之豫州為南豫州，孝文帝太和十九年（495年）復為豫州。宣武帝正始四年（507年），分豫州復置南兗州，治譙城，譙郡改屬南兗州。梁武帝中大通四年（532年），取北魏南兗州，改為譙州，譙郡仍屬之。東魏孝靜帝武定六年（548年），因侯景之亂取南梁譙州，復為南兗州，譙郡仍屬之。至此，譙郡領三縣：蒙、蘄、寧陵。
北齊文宣帝天保七年（556年），省併譙郡及其所領三縣。

### 隋唐
北周改南兗州為亳州。隋煬帝大業三年（607年），改亳州為譙郡，治譙縣（今安徽省蒙城縣西北），領六縣：譙、酇、城父、谷陽、山桑、臨渙。
魏永平元年（617年），改譙郡為亳州。唐玄宗天寶元年（742年），復改為譙郡，領八縣：譙、酇、城父、鹿邑、真源、臨渙、永城、蒙城。燕光烈帝聖武元年（756年），復改為亳州。唐肅宗至德元載（756年），復改為譙郡。乾元元年（758年），復改為亳州。

## 人口
- 晉武帝太康中（280年－289年），譙國有1000戶。[4]
- 宋孝武帝大明八年（464年），譙郡有1424戶、7404口。[6]
- 東魏孝靜帝武定中（543年－550年），譙郡有5132戶、12991口。[12]
- 隋煬帝大業五年（609年），譙郡有74817戶。[10]
- 唐玄宗天寶中（742年－755年），譙郡有88960戶、675121口。[13]

## 長官

### 譙相（222年－224年）
- 徐邈，字景山，廣陽薊人，魏文帝黄初中在任。[14]

### 譙郡太守（224年－265年）
- 盧毓，字子家，涿郡涿人，魏文帝黄初中在任。[15]
- 江蕤，陳留圉人，曹魏時在任。[16]

### 譙郡太守（310年代－317年）
- 陳頵，晉愍帝建興元年（313年）由司馬睿任命。[17]
- 樊雅，晉愍帝建興中在任。[18]

### 譙國內史（317年－325年）
- 桓宣，譙國銍人，晉元帝建武元年（317年）出任。[19]

### 譙郡太守（325年－351年）
- 彭彪，後趙明帝建平四年（333年）降於晉。[20]

### 譙郡太守（359年－384年）
- 桓沖，字幼子，譙國龍亢人，晉哀帝興寧元年（363年）領。[21]

### 譙國內史（384年－402年）
- 桓石民，譙國龍亢人，晉孝武帝太元九年（384年）領。[21]
- 毛璩，字叔璉，滎陽陽武人，晉孝武帝太元中在任。[22]
- 司馬允之，字季度，河內溫人。[23]

### 北譙郡太守（415年－）
- 申季歷，宋文帝元嘉九年（432年）見任。[24]
- 申恬，字公休，魏郡魏人，宋文帝元嘉中在任。[25]

### 譙郡太守（－556年）
- 張原，南阳人，劉宋時在任。[26]
- 房法延，清河人，北魏時在任。[27]
- 劉長文，彭城人，北魏孝文帝太和中帶。[28]
- 辛景威，北魏後期在任。[29]

### 譙郡太守（642年－758年）
- 楊萬石，唐玄宗天寶十四載（755年）降於安祿山。
- 李巨，嗣虢王，唐玄宗天寶十五載（756年）出任。
- 閭丘曉，唐肅宗至德二載（757年）見任。
- 唐昇（757年—759年）[30]

## 國主
- 譙王曹林，222年－224年在位。
- 譙剛王司馬遜，265年－266年在位。
  - 譙定王司馬隨，267年－302年在位。
    - 譙王司馬邃，303年－311年在位。

  - 譙閔王司馬承，317年－322年在位。
    - 譙烈王司馬無忌，323年－350年在位，325年封土失陷。
      - 譙敬王司馬恬，351年－390年在位，351年封土收復，359年再次失陷，384年再次收復。
        - 譙忠王司馬尚之，391年－402年在位。
          - 譙王司馬文思（敬王孫），405年－415年在位，415年國除。